# Rok myśliwego
Rok myśliwego – dziennik Czesława Miłosza wydany w 1990 r. przez Instytut Literacki w Paryżu  jako 462 tom Biblioteki „Kultury”. 
Diariusz dokumentuje wydarzenia z jednego roku życia pisarza, od 1 sierpnia 1987 r. do 30 lipca 1988 r. Tytuł zaczerpnął autor od dzieła Rok myśliwego pisarza Włodzimierza Korsaka (1886–1973).  Można go też rozumieć metaforycznie. We wstępie Miłosz pisze: „Moją zwierzyną był cały świat widzialny i życie poświęciłem próbom uchwycenia go słowami czy też trafienia go słowami”. W przypisie po latach stwierdza, że „Rok myśliwego” jest „eksperymentalnym dziennikiem, ograniczonym do jednego roku, który jednak wymknął się regułom i tego literackiego gatunku, coraz bardziej napełniając się imionami przywołanymi z pamięci. Książka w drugiej swojej części zmienia się w jakby powieść środowiskową, w serię portretów moich współczesnych, literatów i ludzi teatru”. Autor wspomina m.in. Ksawerego Pruszyńskiego, Jarosława Iwaszkiewicza, Józefa Mackiewicza, Karola Ludwika Konińskiego oraz Leona Schillera.

## Wydania polskie
- Paryż: Instytut Literacki, 1990
- Kraków: Znak, 1991, 2001

## Przekłady na języki obce
- A year of the hunter, New York: Farrar, Straus and Giroux, 1994
- Godina lovca, Beograd: Paideia, 2002
- Godinata na loveca, Sofiâ: Izdatelstvo "Balkani", 2011
- Myslivcův rok. Deník 1987-1988, Brno: Host, 2011

## Wybrane recenzje
- Abramowska Janina, Mądrość starego poety, „Arkusz” 1992, nr 5, s. 1.
- Bagłajewski Arkadiusz, Dziennik Miłosza, „Kresy” 1992, nr 9/10, s. 175-177.
- Czarnomorska Jolanta, Diariusz Miłosza, „Czas Kultury” 1990, nr 21, s. 83-84.
- Czermińska Małgorzata, Rok z Konwickim, rok z Miłoszem, „Teksty Drugie” 1995, nr 5, s. 126-134.
- Dziekanowski Czesław, „Rok myśliwego” - doświadczenie wartości, „Literatura” 1992, nr 12, s. 4-6.
- Fiut Aleksander, Łowca istnienia, „NaGłos” 1991, nr 3, s. 100-106.
- Florczak Zbigniew, Diariusz niby szyfr, „Nowe Książki” 1991, nr 5, s. 53-55.
- Kowalczyk Andrzej Stanisław, Rok Miłosza, „Kultura” (Paryż) 1990, nr 12, s. 120-125.
- Latawiec Krystyna, Mikoś Elżbieta, Z perspektywy mędrca, „Lektura” 1992, nr 3-6, s. 19-21.
- Majcherek Janusz, Na tropie bytu, „Po prostu” 1991, nr 3, s. 8-9.
- Myszkowski Krzysztof, Hak nieba, „Kwartalnik Artystyczny” 2001, nr 2, s. 142-144.
- Pawelec Dariusz, Z lotu ptaka, „Twórczość” 1991, nr 1, s. 96-99.
- Pietrzak Anna, Rok z życia poety, „Przegląd Powszechny” 1992, nr 7/8, s. 172-174.
- Pilch Jerzy, Na czym polega różnica między poezją a prozą?, „Tygodnik Powszechny” 1990, nr 38, s. 10.
- Stryjkowski Julian, Czy odwaga zastępuje prawdę?, „Gazeta Wyborcza” 1992, nr 23, s. 17.
- Szaruga Leszek, Polowania Czesława Miłosza, „B1 (Bundesstrasse 1)” 1998, nr 11, s. 85-88.
- Trznadel Jacek, Kot Hafiza, czyli skaza Miłosza, „Tygodnik Solidarność” 1990, nr 51/52, s. 18-19.
- Walas Teresa, Na tropie myśliwego, „Tygodnik Powszechny” 1991, nr 5, s. 10.
- Węgiełek Janusz, Kontrabanda, „Więź” 1992, nr 3, s. 156-159.
- Wierciński Adam, Diariusz Miłosza, „Kresy Literackie” 1992, nr 1, s. 36-37.
- Zaleski Marek, Diabeł i duszyczka, „Res Publica” 1991, nr 1, s. 101-104.
- Żukowska Kazimiera, Kochaj dzikiego łabędzia, „Literatura” 1992, nr 10, s. 56.